# 황추이루
황추이루(黃翠如, 황취여, Priscilla Wong, 1981년 10월 23일 ~ )은 중화인민공화국 홍콩 특별행정구의 여성 연극배우, 영화배우, 텔레비전 연기자이다.
홍콩에서 출생하였으며 지난날 한때 중화인민공화국 광둥성 차오저우에서 잠시 유아기를 보낸 적이 있다.

## 생애
1997년 홍콩에서 연극배우로 첫 데뷔하였고 1999년 홍콩의 텔레비전 드라마에 첫 출연하였으며 2002년 홍콩 영화 《Mighty baby》의 단역으로 영화배우 데뷔하였다.